# 杉原一正
杉原 一正（すぎはら かずまさ、1948年 - ）は、日本の歯科医師、歯学者。元鹿児島大学歯学部長。鹿児島大学大学院医歯学総合研究科先進治療科学専攻顎顔面機能再建学講座・顎顔面疾患制御学分野教授。

## 経歴
1973年九州大学歯学部卒業、1977年鹿児島大学医学研究科修了。鹿児島大学　医学博士　論文の題は　「リボフラビン欠乏ラットの口腔粘膜病変に関する生化学的ならびに電子顕微鏡学的研究」。
以後同大学医学部助手、歯学部助手、講師、助教授を経て1997年より教授に就任。

## 著作
- 杉原一正 著「第3章 疾患別のチェックポイント J 膠原病・免疫疾患／第7章 Q & A J 膠原病・免疫疾患」、白川正順、伊東隆利、河村博 編『有病者歯科診療』医歯薬出版、2000年8月。ISBN 978-4-263-45483-1。

## 所属団体
- 日本口腔外科学会 元理事[1]、代議員[3]
- 日本口腔内科学会 理事[1]
- 日本口腔科学会 評議員[4]
- 日本口腔顎顔面外傷学会 理事[1]
- 日本臨床分子形態学会 評議員[5]

| 学職                                       | 学職                                                                              | 学職                                                                |
| ------------------------------------------ | --------------------------------------------------------------------------------- | ------------------------------------------------------------------- |
| 先代 植村正憲                              | 鹿児島大学歯学部長                                                                | 次代 島田和幸                                                       |
| 先代 第7回 2005年 千葉市                   | 日本口腔顎顔面外傷学会総会・学術大会 大会長 第8回 2006年 かごしま県民交流センター | 次代 第9回 2007年 名古屋市                                          |
| 先代 森田章介 第20回 2010年 大阪歯科大学   | 日本口腔粘膜学会総会・学術集会 大会長 第21回 2011年 鹿児島大学                    | 次代 笹野高嗣 第22回 2012年 学術総合センター 日本口腔内科学会として |
| 先代 木村博人 第57回 2012年 パシフィコ横浜 | 日本口腔外科学会総会・学術大会 大会長 第58回 2013年 福岡国際会議場                | 次代 後藤昌昭 第59回 2014年 幕張メッセ                              |